# Baltische Beker 1928
De Baltische Beker van 1928 was de 1e editie van de Baltische Beker. Het toernooi werd gehouden van 25 tot en met 27 juli 1928 in Estland. Letland werd kampioen.

## Eindstand
| Team     | Gsp | W | G | V | DV | DT | DS | Ptn |
| -------- | --- | - | - | - | -- | -- | -- | --- |
| Letland  | 2   | 2 | 0 | 0 | 4  | 0  | +4 | 4   |
| Estland  | 2   | 1 | 0 | 1 | 6  | 1  | +5 | 2   |
| Litouwen | 2   | 0 | 0 | 2 | 0  | 9  | –9 | 0   |

## Wedstrijden
|                                              |                                             |       |          |                                                                                  |
| 25 juli «onderlinge duels» 18:30 uur (UTC+2) | Letland                                     | 3 – 0 | Litouwen | Kadriorustadion, Tallinn Toeschouwers: 2.000 Scheidsrechter: Gustaf Ekberg (SWE) |
| 25 juli «onderlinge duels» 18:30 uur (UTC+2) | Arkādijs Pavlovs 2' Alberts Vaters 25', 66' |       |          | Kadriorustadion, Tallinn Toeschouwers: 2.000 Scheidsrechter: Gustaf Ekberg (SWE) |

|                                              | |       |          |                                                                                  |
| 26 juli «onderlinge duels» 18:30 uur (UTC+2) | Estland | 6 – 0 | Litouwen | Kadriorustadion, Tallinn Toeschouwers: 5.000 Scheidsrechter: Gustaf Ekberg (HUN) |
| 26 juli «onderlinge duels» 18:30 uur (UTC+2) | Arnold Pihlak 1' (pen.) Helmuth Räästas 14' Arnold Pihlak 21' Arnold Pihlak 57' Artur Maurer 74' Artur Maurer 78' |       |          | Kadriorustadion, Tallinn Toeschouwers: 5.000 Scheidsrechter: Gustaf Ekberg (HUN) |

|                                              |         |                     |          |                                                                                  |
| 27 juli «onderlinge duels» 18:30 uur (UTC+2) | Estland | 0 – 1               | Litouwen | Kadriorustadion, Tallinn Toeschouwers: 5.000 Scheidsrechter: Gustaf Ekberg (HUN) |
| 27 juli «onderlinge duels» 18:30 uur (UTC+2) |         | 63' Arnolds Tauriņš |          | Kadriorustadion, Tallinn Toeschouwers: 5.000 Scheidsrechter: Gustaf Ekberg (HUN) |

## Kampioen
| Kampioen 1928    |
| ---------------- |
| Letland 1e titel |